# Csécse
Csécse is een plaats (község) en gemeente in het Hongaarse comitaat Nógrád. Csécse telt 994 inwoners (2001).